# Kwak Yoon-gy
Kwak Yoon-gy (kor. 곽윤기; ur. 26 grudnia 1989 w Seulu) – południowokoreański łyżwiarz szybki specjalizujący się w short tracku, wicemistrz olimpijski, multimedalista mistrzostw świata.
Trzykrotnie uczestniczył w zimowych igrzyskach olimpijskich. Podczas igrzysk w Vancouver w 2010 roku wziął udział w dwóch konkurencjach – w biegu sztafetowym zdobył srebrny medal olimpijski (w koreańskiej sztafecie wystąpili również: Lee Ho-suk, Lee Jung-su, Sung Si-bak i Kim Seoung-il), a w biegu na 500 m zajął czwarte miejsce. Jego drugi start olimpijski miał miejsce w 2018 roku podczas igrzysk w Pjongczangu. Zaprezentował się wówczas w jednej konkurencji, zajął czwarte miejsce w sztafecie. Był również uczestnikiem zimowych igrzysk olimpijskich w Pekinie. W ich ramach wystąpił w konkurencji biegu sztafetowego, gdzie zespół z jego udziałem uzyskał rezultat czasowy 6:37,879 i zdobył srebrny medal (w składzie Lee June-seo, Hwang Dae-heon, Kwak Yoon-gy, Park Jang-hyuk, Kim Dong-wook).
W latach 2008–2018 zdobył szesnaście medali mistrzostw świata (siedem złotych, sześć srebrnych i trzy brązowe), w latach 2008–2010 trzy medale drużynowych mistrzostw świata (dwa złote i jeden brązowy), a w 2005 roku cztery medale mistrzostw świata juniorów (jeden srebrny i trzy brązowe).